# 6589 Янкович
6589 Янкович (6589 Jankovich) — астероїд головного поясу, відкритий 19 вересня 1985 року.
Тіссеранів параметр щодо Юпітера — 3,582.